# Alfonzo Dennard

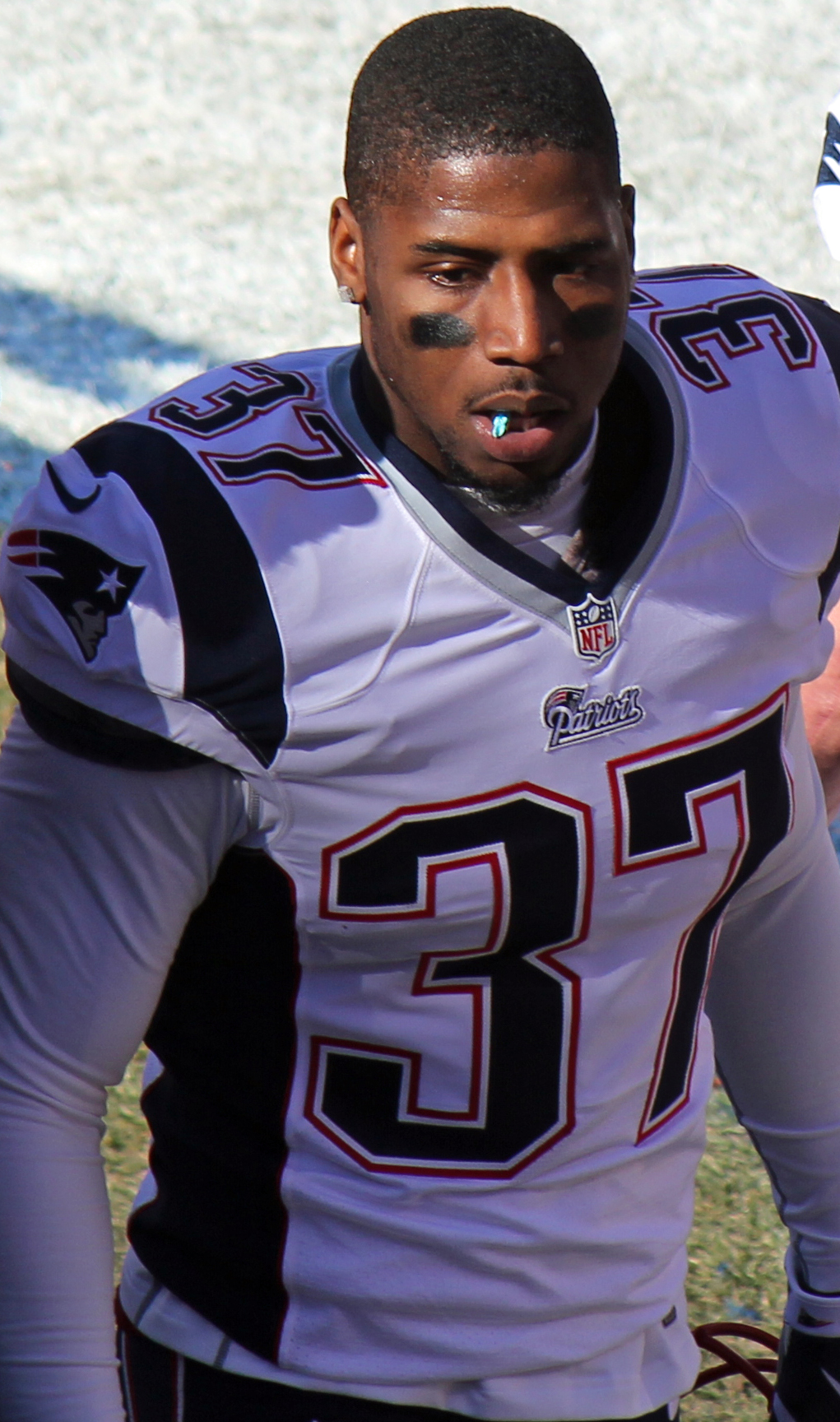
Alfonzo Dennard (2013).

Alfonzo "Fonzie" Dennard, född 9 september 1989 i Rochelle i Georgia, är en amerikansk utövare av amerikansk fotboll (cornerback), som 2012–2014 spelade för New England Patriots i NFL. Dennard spelade collegefotboll för University of Nebraska Cornhuskers och han draftades 2012 av New England Patriots i sjunde omgången.